# Diestrammena wuyishanica
Diestrammena wuyishanica är en insektsart som beskrevs av Zhang, Feng och Xiangwei Liu 2009. Diestrammena wuyishanica ingår i släktet Diestrammena och familjen grottvårtbitare. Inga underarter finns listade i Catalogue of Life.